# Walter Norman Haworth
Walter Norman Haworth (Chorley, Lancashire, 19 de março de 1883 — Barnt Green, Worcestershire, 19 de março de 1950) foi um químico britânico.

## Vida
Decidiu estudar química após trabalhar durante algum tempo na fábrica de linóleo de seu  pai. Contra a vontade de seus pais entrou, em 1903, na Universidade de Manchester, onde se graduou com louvor em  1906. Posteriormente obteve uma bolsa de estudos para a Universidade de Göttingen, onde doutorou-se em 1910. A partir de 1912 foi lecturer de química na Universidade de St Andrews, na Escócia, e entre 1920 e 1925 foi professor de química orgânica na Universidade de Durham. Dirigiu a partir de 1925 o Departamento de Química da Universidade de Birmingham.
Suas primeiras pesquisas trataram sobre a estrutura dos terpenos, conseguindo sintetizar o  silvestreno em 1912. A partir de 1915 começou a investigar a estrutura dos hidratos de carbono, grupo dos polissacarídeos. Em 1933 conseguiu determinar a estrutura química da vitamina C. Em 1934 trabalhando com o químico britânico Sir Edmund Hirst obteve a vitamina C sintética que denominou de ácido ascórbico.
Foi condecorado com o Nobel de Química de 1937, compartilhado com Paul Karrer, "por suas investigações sobre os hidratos de carbono e da vitamina C".
Entre 1944 e 1946 foi  presidente da Sociedade Britânica de Química. Foi nomeado como cavalheiro  (Sir) em 1947, por suas pesquisas em relação a obtenção da energia atômica.
Uma maneira simples de representar estruturas químicas em três dimensões recebeu o seu nome: projeção Haworth.
Sua principal obra foi The Constitution of Sugars (1929).
Faleceu em 1950, no dia que completava 67 anos de idade.